# Swing You Sinners!
Swing You Sinners! (рус. Качайтесь вы, грешники!)— чёрно-белый короткометражный мультипликационный фильм 1930 года студии братьев Флэйшеров. Является частью серии «Talkartoons». Мультфильм примечателен мрачным, сюрреалистичным, а моментами — даже абстрактным содержанием.

## Сюжет
Поздним вечером щенок Бимбо пытается украсть курицу. После нескольких неудачных попыток он сталкивается лицом к лицу с полицейским. Бимбо пытается уйти, но курица, как и полицейский, следуют за ним. В конце концов, курица убегает со своими цыплятами, а Бимбо попадает на кладбище. К своему ужасу, он встречается с духами и чудовищами, которые пророчат ему расплату за грехи. На протяжении всего остального мультфильма они преследуют Бимбо, пока его не пожирает гигантский череп.

## Влияние
- Джон Крисфалуси, известный как режиссёр мультсериала «Шоу Рена и Стимпи», назвал короткометражку одним из своих самых любимых мультфильмов. Сравнивая её с мультфильмом Disney «Пляска скелетов», действие которого тоже происходит на кладбище, он чувствовал, что «Swing, You Sinners!» превосходит диснеевский мультфильм по качеству[2][3]
- Юмористический веб-сайт Cracked.com в статье «5 Old Children’s Cartoons Way Darker Than Most Horror Movies» (рус. 5 старых детских мультфильмов, которые гораздо мрачнее большинства хорроров) поставил «Swing You Sinners!» на первое место.[4]
- По словам создателей игры «Cuphead», на их визуальный стиль оказали влияние мультфильмы Флейшеров, в том числе и «Swing You Sinners!»